# ホセ・マウリ
ホセ・アグスティン・マウリ（Jose Agustin Mauri, 1996年5月16日 - ）は、アルゼンチン・ラ・パンパ州出身のサッカー選手。ポジションはMF。

## クラブ歴

### パルマ
2013年12月3日のコッパ・イタリアの4回戦、スタディオ・エンニオ・タルディーニで行われたASヴァレーゼ1910戦でジャンニ・ムナーリに代わり途中出場、27分間ピッチに立ち初出場となった。この試合は4-1で勝利した。
2015年4月11日には、ユヴェントスFCから得点を奪い、この試合は1-0で終え、格上相手の勝利の立役者となった。マウリはこの試合について「人生で最も幸せな日だ」と述べた。

### ミラン
2015-16シーズンにはACミランに4年契約で移籍した。

### エンポリ
2016年8月30日、エンポリFCにレンタル移籍した。

### ミラン復帰後
2018年11月29日、ELのF91デュドランジュ戦に出場した。

### タジェレス
2019年9月27日、CAタジェレスに移籍した。

### スポルティング・カンザスシティ
2021年8月5日、スポルティング・カンザスシティに1年半契約で移籍した。

## 代表歴
アルゼンチンで生まれたが、祖母がイタリア人であるため、イタリア国籍も2012年以降所有しており、年代別代表ではイタリア代表に名を連ねている。

## 個人成績
2019年5月6日現在
| クラブ          | シーズン | リーグ | リーグ | カップ | カップ | 国際大会 | 国際大会 | その他 | その他 | 通算 | 通算 |
| クラブ          | シーズン | 出場   | 得点   | 出場   | 得点   | 出場     | 得点     | 出場   | 得点   | 出場 | 得点 |
| --------------- | -------- | ------ | ------ | ------ | ------ | -------- | -------- | ------ | ------ | ---- | ---- |
| パルマ          | 2013-14  | 2      | 1      | 1      | 0      | —        | —        | —      | —      | 3    | 1    |
| パルマ          | 2014-15  | 33     | 2      | 0      | 0      | —        | —        | —      | —      | 33   | 2    |
| パルマ          | 通算     | 35     | 3      | 1      | 0      | —        | —        | —      | —      | 36   | 3    |
| ミラン          | 2015-16  | 5      | 0      | 5      | 0      | —        | —        | —      | —      | 10   | 0    |
| ミラン          | 2017-18  | 1      | 0      | 0      | 0      | 3        | 0        | —      | —      | 4    | 0    |
| ミラン          | 2018-19  | 5      | 0      | 0      | 0      | 2        | 0        | —      | —      | 6    | 0    |
| ミラン          | 通算     | 11     | 0      | 5      | 0      | 5        | 0        | —      | —      | 21   | 0    |
| エンポリ (loan) | 2016-17  | 14     | 0      | 1      | 0      | —        | —        | —      | —      | 15   | 0    |
| 総通算          | 総通算   | 59     | 3      | 7      | 0      | 5        | 0        | —      | —      | 71   | 3    |